# ولیتکا (اکلاهما)
ولیتکا(به انگلیسی: Weleetka) شهری در ایالت اکلاهما کشور ایالات متحده آمریکا است که جمعیت آن در سرشماری سال ۲۰۱۰ میلادی، ۹۹۸ نفر بوده‌است.